# Cteniza
Cteniza is een spinnengeslacht uit de familie valdeurspinnen (Ctenizidae).

## Soorten
- Cteniza brevidens (Doleschall, 1871)
- Cteniza ferghanensis Kroneberg, 1875
- Cteniza moggridgei O. P.-Cambridge, 1874
- Cteniza sauvagesi (Rossi, 1788)